# Stela Aszurbanipala z Babilonu

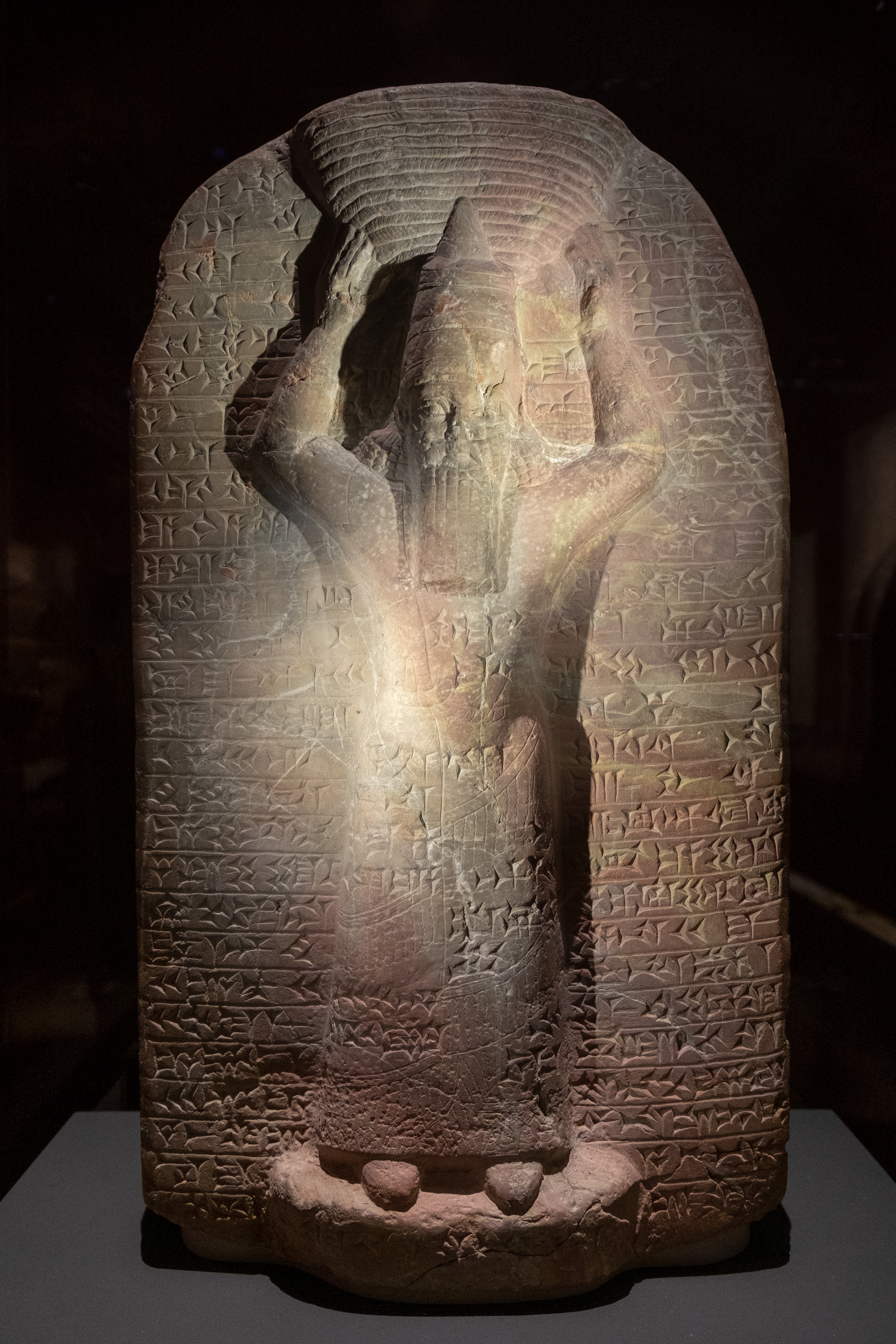
Stela Aszurbanipala z Babilonu – zbiory Muzeum Brytyjskiego

Stela Aszurbanipala z Babilonu – kamienna stela z przedstawieniem asyryjskiego króla Aszurbanipala (669–627? p.n.e.). Odnaleziona została w 1881 roku przez Hormuzda Rassama w Babilonie w trakcie prac wykopaliskowych prowadzonych na obszarze kryjącym pozostałości E-sagili, świątyni boga Marduka. Obecnie zabytek ten znajduje się w stałej ekspozycji Muzeum Brytyjskiego (nr inwent. BM 90864).

## Opis
Kamienna stela ma wysokość 36,8 cm, szerokość 22,2 cm, grubość 10,2 cm i waży 24,5 kg. Na jej przedniej stronie umieszczona jest płaskorzeźba z wizerunkiem asyryjskiego króla Aszurbanipala. Król asyryjski przedstawiony został przodem. Ubrany jest w długą, sięgającą stóp szatę i nosi tradycyjne dla władców asyryjskich nakrycie głowy. Jego włosy i broda są misternie splecione. Wzniesione w górę ręce króla podtrzymują umieszczony na jego głowie kosz.
Aszurbanipal przedstawiony jest jako bogobojny władca-budowniczy świątyni, niosący na głowie kosz z ziemią do rytualnego uformowania pierwszej cegły. Ten właśnie sposób przedstawiania władcy szczególnie rozpowszechniony był w południowej Mezopotamii w drugiej połowie III tys. p.n.e., później jednakże zaniknął. Ponowne pojawienie się tego motywu w czasach Aszurbanipala było być może próbą nawiązania przez tego władcę do tradycji wielkich królów Sumeru żyjących dwa tysiące lat przed nim. Przyjętą praktyką za czasów panowania tychże królów było umieszczanie w fundamentach lub ścianach wznoszonych przez nich świątyń depozytów fundacyjnych, mających często formę figurek przedstawiających ich samych jako budowniczych niosących na głowie kosz z ziemią. Jedna z takich figurek odkryta być mogła w trakcie zakrojonych na szeroką skalę prac budowlanych Aszurbanipala w miastach Babilonii, stając się inspiracją dla wizerunku na jego steli. 
Płaskorzeźbie na steli towarzyszy inskrypcja zapisana pismem klinowym w języku akadyjskim. Umieszczona jest ona w tle wokół wizerunku króla,  częściowo na jego postaci oraz z tyłu zabytku. Inskrypcja ta dotyczy odbudowy sanktuarium boga Ea znajdującego się w kompleksie świątynnym E-sagila boga Marduka w Babilonie.